# タラン・アダルシュ

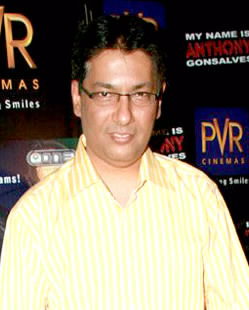
タラン・アダルシュ（2008年）

タラン・アダルシュ（Taran Adarsh、1965年6月13日 - ）は、インドの映画評論家、ジャーナリスト、編集者。B・K・アダルシュの息子であり、主にTwitterで映画の批評や興行成績を発信している。

## キャリア
15歳の時に映画の興行成績を取り扱う週刊雑誌トレード・ガイドの編集者となり、ジャーナリストとしての活動を始めた。1994年にシェザード・カーン、カシュミラ・シャーが出演するテレビドラマ『ハロー・ボリウッド』のプロデューサー、脚本を担当した。アダルシュはトレード・ガイドで仕事を続ける一方で、『ボリウッド・ハンガマ』で映画批評家としても活動している。
アダルシュはインドで最も人気のある映画評論家の一人であり、彼の批評は映画ファンだけではなく、俳優や映画製作者、映画ニュースサイトからも注目を集めている。一方で批評の影響力が大きいことから、低評価を付けられた映画の主演俳優のファンから反感を抱かれることも多い。2018年に公開されたシャー・ルク・カーン主演の『Zero』に1/5の評価を付けた際には、激怒したシャー・ルクのファンによる大規模なインターネットトロール被害を受けた。また、同時期に公開されたランヴィール・シン主演の『シンバ』に4/5の評価を付けた際にもシャー・ルクのファンから「プロデューサーのカラン・ジョーハルから金を受け取って高評価を付けた」と中傷される被害を受けている。